# 戴頓 (麻薩諸塞州)
戴頓（英語：Dighton）是一個位於美國麻薩諸塞州布里斯托縣的鎮。

## 人口
根據2020年美國人口普查的數據，戴頓的面積為58.50平方千米，當中陸地面積為57.00平方千米，而水域面積為0.50平方千米。當地共有人口8101人，而人口密度為每平方千米138人。